# 北海道道1040号弟子屈熊牛原野線
北海道道1040号弟子屈熊牛原野線（ほっかいどうどう1040ごう てしかがくまうしげんやせん）は、北海道川上郡標茶町内を結ぶ一般道道である。

## 概要

### 路線データ
- 起点：北海道川上郡標茶町弟子屈（国道243号交点）
- 終点：北海道川上郡標茶町熊牛原野（国道391号交点）
- 総距離：12.1 km

## 歴史
- 1983年（昭和58年）3月31日 - 路線認定[1]。

## 地理

### 通過する自治体
- 釧路総合振興局
  - 川上郡標茶町

### 主な接続道路
標茶町
- 国道243号 - 弟子屈（起点）
- 国道391号 - 熊牛原野（終点）

### 沿線にある施設など
標茶町
- 多和平